# فهرست منابع پروتئین گیاهی
فهرست زیر منابع پروتئین گیاهی شامل حبوبات، خشکبار، غلات، نان، میوه، سبزی و صیفی‌جات و تنقلات را دربرگرفته است. مقادیر واقعی پروتئین در مواد غذایی همانند نان که در کارخانه‌ها یا اصناف مرتبط با آن تولید می‌شود، به دلیل پارامترهای تأثیرگذار متغیر در تولید محصول، احتمال دارد دارای مغایرت‌های قابل توجهی با مقادیر ذکر شده در جدول باشند.
جداول زیر دارای داده‌های متغیر می‌باشد، بدین مفهوم که با گذر زمان ممکن است داده‌هایی به جدول‌های زیر گروه مواد خوراکی، اضافه شده یا حذف گردد و هم چنین این احتمال وجود دارد که مقادیر ذکر شده در جدول با توجه به تغییرات انجام گرفته در منبع اصلی این مقاله، اندکی تغییر کنند، لذا در هیچ زمانی نمی‌توان این مقاله را یک مقاله کامل شده قلمداد کرد.
مقادیر موجود در جدول بر اساس زیاد به کم فهرست بندی شده‌است.

## حبوبات
| ماده غذایی (۱۰۰ گرم)                  | پروتئین (گرم) |
| ------------------------------------- | ------------- |
| سویا، تفت داده شده به صورت خشک        | ۴۳٫۳          |
| سویا، تفت داده شده، فاقد نمک افزودنی  | ۳۸٫۶          |
| سویا، خام                             | ۳۶٫۵          |
| سویا پخته، آب‌پز، بی نمک               | ۱۸٫۲          |
| لوبیا سفید پخته، آب‌پز                 | ۹٫۷           |
| عدس پخته، آب‌پز                        | ۹             |
| لوبیا چیتی پخته، آب‌پز                 | ۹             |
| لوبیا سفید کوچک پخته، آب‌پز            | ۹             |
| لوبیا سیاه پخته، آب‌پز                 | ۸٫۹           |
| نخود پخته، آب‌پز                       | ۸٫۹           |
| لوبیا قرمز پخته، آب‌پز                 | ۸٫۷           |
| لپه پخته، آب‌پز                        | ۸٫۳           |
| لوبیا سفید ریز (Navy bean) پخته، آب‌پز | ۸٫۲           |
| لوبیا سیاه لاک‌پشتی پخته، آب‌پز         | ۸٫۲           |
| لوبیا چشم‌بلبلی پخته، آب‌پز             | ۷٫۷           |
| ماش پخته، آب‌پز                        | ۷             |

## خشکبار
| ماده غذایی (۱۰۰ گرم)                      | پروتئین (گرم) |
| ----------------------------------------- | ------------- |
| تخم‌کدو، مغز، خشک‌شده                       | ۳۰٫۲          |
| تخم‌کدو نمکی، مغز، برشته‌شده                | ۲۹٫۸          |
| تخم هندوانه، مغز، خشک‌شده                  | ۲۸٫۳          |
| بادام زمینی، برشته‌شده با روغن             | ۲۸            |
| بادام زمینی                               | ۲۵٫۸          |
| بادام زمینی، برشته‌شده به روش خشک          | ۲۴٫۴          |
| گردو سیاه، خشک‌شده                         | ۲۴٫۱          |
| بادام                                     | ۲۱٫۲          |
| بادام، برشته‌شده با روغن                   | ۲۱٫۲          |
| پسته، برشته‌شده به روش خشک                 | ۲۱٫۱          |
| بادام، برشته‌شده به روش خشک                | ۲۱            |
| تخمه آفتاب‌گردان، مغز، خشک‌شده              | ۲۰٫۸          |
| پسته خام                                  | ۲۰٫۲          |
| تخمه آفتاب‌گردان، مغز، برشته‌شده با روغن    | ۲۰٫۱          |
| تخمه آفتاب‌گردان، مغز، برشته‌شده به روش خشک | ۱۹٫۳          |
| تخم کدو کامل، برشته‌شده                    | ۱۸٫۶          |
| تخم کتان                                  | ۱۸٫۳          |
| بادام هندی خام                            | ۱۸٫۲          |
| دانه کنجد کامل، خشک‌شده                    | ۱۷٫۷          |
| دانه کنجد کامل، برشته‌شده                  | ۱۷            |
| بادام هندی، برشته‌شده با روغن              | ۱۶٫۸          |
| بادام هندی، برشته‌شده به روش خشک           | ۱۵٫۳          |
| گردو                                      | ۱۵٫۲          |
| فندق، برشته‌شده به روش خشک                 | ۱۵            |
| فندق                                      | ۱۵            |
| دانه کاج خشک‌شده                           | ۱۳٫۷          |
| بادام زمینی، پخته به روش آب‌پز             | ۱۳٫۵          |
| کشمش سیاه بی‌دانه                          | ۳٫۳           |
| انجیر خشک‌شده                              | ۳٫۳           |
| کشمش طلایی رنگ، بی‌دانه                    | ۳٫۳           |
| شاه‌بلوط اروپایی، برشته‌شده                 | ۳٫۲           |
| آلو بخارا، نپخته                          | ۲٫۲           |
| شاه‌بلوط اروپایی، خام، بی‌پوست              | ۱٫۶           |

## غلات و مواد غذایی مرتبط
| ماده غذایی (۱۰۰ گرم)                          | پروتئین (گرم) |
| --------------------------------------------- | ------------- |
| آرد سویا، فاقد چربی                           | ۵۱٫۵          |
| آرد کنجد، کم چرب                              | ۵۰٫۱          |
| آرد سویا، کم‌چرب                               | ۴۹٫۸          |
| آرد سویا، پرچرب                               | ۳۷٫۸          |
| آرد کنجد، پرچرب                               | ۳۰٫۸          |
| گیاهک گندم (آرد جوانه گندم)، خام              | ۲۳٫۲          |
| آرد نخودچی                                    | ۲۲٫۴          |
| سبوس جو دوسر                                  | ۱۷٫۳          |
| جو دوسر                                       | ۱۶٫۹          |
| سبوس گندم، خام                                | ۱۵٫۶          |
| آرد جو دوسر                                   | ۱۴٫۷          |
| گندم دوروم                                    | ۱۳٫۷          |
| سبوس برنج، خام                                | ۱۳٫۴          |
| آرد گندم از دانه کامل                         | ۱۳٫۲          |
| جو پوست کنده                                  | ۱۲٫۵          |
| آرد جو                                        | ۱۰٫۵          |
| آرد مالت جو                                   | ۱۰٫۳          |
| آرد برنج قهوه‌ای                               | ۷٫۲           |
| آرد ذرت سفید تهیه شده از دانه کامل ذرت        | ۶٫۹           |
| آرد ذرت زرد تهیه شده از دانه کامل ذرت         | ۶٫۹           |
| آرد سیب‌زمینی                                  | ۶٫۹           |
| آرد برنج سفید                                 | ۶             |
| پاستای غنی شده، پخته شده همراه با نمک افزودنی | ۵٫۸           |
| پاستای غنی شده، پخته بدون نمک افزودنی         | ۵٫۸           |
| ماکارونی سبزیجات غنی شده، پخته                | ۴٫۵           |
| سبوس جو دوسر، پخته                            | ۳٫۲           |
| بلغور، پخته                                   | ۳٫۱           |
| برنج قهوه‌ای دانه بلند، پخته                   | ۲٫۷           |
| برنج سفید دانه بلند معمولی، غنی نشده، پخته    | ۲٫۷           |
| برنج سفید دانه بلند معمولی، غنی شده، پخته     | ۲٫۷           |
| برنج سفید دانه متوسط، غنی نشده، پخته          | ۲٫۴           |
| برنج سفید دانه متوسط، غنی شده، پخته           | ۲٫۴           |
| برنج سفید دانه کوتاه، غنی نشده، پخته          | ۲٫۴           |
| برنج سفید دانه کوتاه، غنی شده، پخته           | ۲٫۴           |
| برنج قهوه‌ای دانه متوسط، پخته                  | ۲٫۳           |
| نودل برنج، پخته                               | ۱٫۸           |

## نان
| ماده غذایی (۱۰۰ گرم)               | پروتئین (گرم) |
| ---------------------------------- | ------------- |
| گندم کامل کارخانه‌ای، برشته شده     | ۱۶٫۳          |
| فرانسوی (دارای خمیرترش)، برشته شده | ۱۳            |
| گندم، برشته شده                    | ۱۳            |
| گندم کامل کارخانه‌ای                | ۱۲٫۵          |
| سبوس جو، برشته شده                 | ۱۱٫۴          |
| فرانسوی (دارای خمیرترش)            | ۱۰٫۸          |
| بیگل سبوس جو                       | ۱۰٫۷          |
| گندم                               | ۱۰٫۷          |
| بیگل تخم مرغی                      | ۱۰٫۶          |
| سبوس جو                            | ۱۰٫۴          |
| بیگل دارچین و کشمش                 | ۹٫۸           |
| پیتا گندم کامل                     | ۹٫۸           |
| تورتیا گندم کامل                   | ۹٫۸           |
| پومپرنیکل، برشته شده               | ۹٫۵           |
| چاودار، برشته شده                  | ۹٫۴           |
| جو دوسر، برشته شده                 | ۹٫۲           |
| پیتا، سفید، غنی نشده               | ۹٫۱           |
| سبوس برنج                          | ۸٫۹           |
| سبوس گندم                          | ۸٫۸           |
| پومپرنیکل                          | ۸٫۷           |
| چاودار                             | ۸٫۵           |
| جو دوسر                            | ۸٫۴           |

## میوه
| ماده غذایی (۱۰۰ گرم)                                         | پروتئین (گرم) |
| ------------------------------------------------------------ | ------------- |
| نارگیل، قسمت گوشتی، خشکشده                                   | ۶٫۹           |
| نارگیل، قسمت گوشتی                                           | ۳٫۳           |
| تمر هندی                                                     | ۲٫۸           |
| آووکادو                                                      | ۲             |
| کام‌کوات                                                      | ۱٫۹           |
| انار                                                         | ۱٫۷           |
| دوریان                                                       | ۱٫۵           |
| توت                                                          | ۱٫۴           |
| زردآلو                                                       | ۱٫۴           |
| انگورفرنگی سیاه                                              | ۱٫۴           |
| تمشک سیاه                                                    | ۱٫۴           |
| عناب                                                         | ۱٫۲           |
| تمشک                                                         | ۱٫۲           |
| کیوی سبز                                                     | ۱٫۱           |
| لیموترش بدون پوست                                            | ۱٫۱           |
| موز                                                          | ۱٫۱           |
| گیلاس شیرین                                                  | ۱٫۱           |
| شلیل                                                         | ۱٫۱           |
| آلبالو                                                       | ۱             |
| پرتقال                                                       | ۰٫۹           |
| هلو زرد                                                      | ۰٫۹           |
| زیتون کنسروی (اندازه زیتون کوچک تا خیلی بزرگ)                | ۰٫۸           |
| گرمک                                                         | ۰٫۸           |
| انبه                                                         | ۰٫۸           |
| نارنگی                                                       | ۰٫۸           |
| گریپ‌فروت صورتی و قرمز                                        | ۰٫۸           |
| دارابی                                                       | ۰٫۸           |
| انجیر                                                        | ۰٫۸           |
| سرخالو                                                       | ۰٫۸           |
| بلوبری                                                       | ۰٫۷           |
| انگور قرمز یا سبز، (نوع اروپایی همانند انگور بیدانه تامپسون) | ۰٫۷           |
| آلو                                                          | ۰٫۷           |
| لیموی شیراز                                                  | ۰٫۷           |
| گریپ‌فروت، سفید                                               | ۰٫۷           |
| توت‌فرنگی                                                     | ۰٫۷           |
| خیار با پوست                                                 | ۰٫۷           |
| هندوانه                                                      | ۰٫۶           |
| خیار بی‌پوست                                                  | ۰٫۶           |
| خرمالوی ژاپنی                                                | ۰٫۶           |
| آناناس                                                       | ۰٫۵           |
| طالبی                                                        | ۰٫۵           |
| گلابی آسیایی                                                 | ۰٫۵           |
| پاپایا                                                       | ۰٫۵           |
| کرنبری                                                       | ۰٫۵           |
| به                                                           | ۰٫۴           |
| گلابی                                                        | ۰٫۴           |
| ازگیل ژاپنی                                                  | ۰٫۴           |
| سیب باپوست                                                   | ۰٫۳           |
| سیب بی‌پوست                                                   | ۰٫۳           |

## سبزی و صیفی جات
| ماده غذایی (۱۰۰ گرم)                                      | پروتئین (گرم) |
| --------------------------------------------------------- | ------------- |
| جوانه سویا، خام                                           | ۱۳٫۱          |
| دانه سویا سبز، پخته به روش آب‌پز                           | ۱۲٫۴          |
| دانه ذرت زرد                                              | ۹٫۴           |
| جوانه عدس، خام                                            | ۹             |
| جوانه عدس، پخته به روش سرخ شده سریع در روغن               | ۸٫۸           |
| جوانه نخود فرنگی، خام                                     | ۸٫۸           |
| جوانه سویا، پخته به روش بخارپز                            | ۸٫۵           |
| باقلا، پخته به روش آب‌پز                                   | ۷٫۶           |
| جوانه لوبیای ناوی (سفید ریز)، پخته به روش آب‌پز            | ۷٫۱           |
| لوبیا لیما، پخته به روش آب‌پز                              | ۶٫۸           |
| سیر خام                                                   | ۶٫۴           |
| جوانه لوبیای ناوی (سفید ریز) خام                          | ۶٫۲           |
| باقلای نارس، خام                                          | ۵٫۶           |
| برگ مو                                                    | ۵٫۶           |
| نخود فرنگی سبز خام                                        | ۵٫۴           |
| نخود فرنگی سبز، پخته به روش آب‌پز                          | ۵٫۴           |
| باقلای نارس، پخته به روش آب‌پز                             | ۴٫۸           |
| جوانه یونجه، خام                                          | ۴             |
| کلم بروکلی راب، پخته شده                                  | ۳٫۸           |
| نعناع فلفلی تازه                                          | ۳٫۸           |
| قارچ سفید، پخته به روش سرخ شده سریع در روغن               | ۳٫۶           |
| شوید                                                      | ۳٫۵           |
| قارچ شیتاکه، پخته به روش سرخ شده سریع در روغن             | ۳٫۵           |
| ذرت شیرین زرد، پخته به روش آب‌پز                           | ۳٫۴           |
| کلم فندقی خام                                             | ۳٫۴           |
| رزماری تازه، برگ                                          | ۳٫۳           |
| قارچ صدفی خام                                             | ۳٫۳           |
| نعنای دشتی                                                | ۳٫۳           |
| قارچ پورتابلا، پخته به روش کبابی گریل شده                 | ۳٫۳           |
| کنگر فرنگی خام                                            | ۳٫۳           |
| ذرت شیرین زرد خام                                         | ۳٫۳           |
| کلم بروکلی راب خام                                        | ۳٫۲           |
| ریحان تازه                                                | ۳٫۲           |
| قارچ سفید خام                                             | ۳٫۱           |
| جوانه ماش خام                                             | ۳             |
| کولارد خام                                                | ۳             |
| اسفناج پخته به روش آب‌پز                                   | ۳             |
| جعفری تازه                                                | ۳             |
| کنگرفرنگی، پخته به روش آب‌پز                               | ۲٫۹           |
| خردل چینی خام                                             | ۲٫۹           |
| اسفناج خام                                                | ۲٫۹           |
| کلم بروکلی خام                                            | ۲٫۸           |
| کولارد پخته به روش آب‌پز                                   | ۲٫۷           |
| سیب‌زمینی، پوست قهوه‌ای (Russet)، پخته به روش تنوری با پوست | ۲٫۶           |
| شاهی خام                                                  | ۲٫۶           |
| برگ چغندر (Beet greens)، پخته به روش آب‌پز                 | ۲٫۶           |
| خردل چینی، پخته به روش آب‌پز                               | ۲٫۶           |
| کلم فندقی، پخته به روش آب‌پز                               | ۲٫۶           |
| شالت خام                                                  | ۲٫۵           |
| مارچوبه، پخته به روش آب‌پز                                 | ۲٫۴           |
| کلم بروکلی پخته به روش آب‌پز                               | ۲٫۴           |
| سیب‌زمینی قرمز، پخته به روش تنوری با پوست                  | ۲٫۳           |
| قارچ شیتاکه خام                                           | ۲٫۲           |
| مارچوبه خام                                               | ۲٫۲           |
| برگ چغندر خام                                             | ۲٫۲           |
| کوماتسونا خام                                             | ۲٫۲           |
| قارچ سفید، پخته به روش آب‌پز                               | ۲٫۲           |
| برگ گشنیز خام                                             | ۲٫۱           |
| قارچ پورتابلا خام                                         | ۲٫۱           |
| سیب‌زمینی بدون پوست، پخته شده توسط مایکروویو با پوست       | ۲٫۱           |
| سیب‌زمینی سفید، پخته به روش تنوری با پوست                  | ۲٫۱           |
| جوانه ماش، پخته به روش آب‌پز                               | ۲             |
| سیب‌زمینی شیرین بدون پوست، پخته به روش تنوری با پوست       | ۲             |
| فلفل خیلی تند سبز خام                                     | ۲             |
| کلم ساوی خام                                              | ۲             |
| سیب‌زمینی بدون پوست، پخته به روش تنوری                     | ۲             |
| گوجه‌فرنگی، پخته به روش خورشتی                             | ۲             |
| گل کلم خام                                                | ۱٫۹           |
| شاهی، پخته به روش آب‌پز                                    | ۱٫۹           |
| لوبیا سبز، پخته به روش آب‌پز                               | ۱٫۹           |
| برگ چغندر سوییسی، پخته به روش آب‌پز                        | ۱٫۹           |
| سیب‌زمینی بدون پوست، پخته به روش آب‌پز با پوست              | ۱٫۹           |
| بامیه، پخته به روش آب‌پز                                   | ۱٫۹           |
| فلفل خیلی تند قرمز خام                                    | ۱٫۹           |
| گل کلم، پخته به روش آب‌پز                                  | ۱٫۸           |
| پیازچه خام                                                | ۱٫۸           |
| لوبیا سبز خام                                             | ۱٫۸           |
| کلم ساوی، پخته به روش آب‌پز                                | ۱٫۸           |
| برگ چغندر سوییسی خام                                      | ۱٫۸           |
| کلم قمری، پخته به روش آب‌پز                                | ۱٫۸           |
| سیب‌زمینی بدون پوست، پخته به روش آب‌پز                      | ۱٫۷           |
| کلم قمری خام                                              | ۱٫۷           |
| برگ کاسنی (Chicory greens) خام                            | ۱٫۷           |
| کوماتسونا، پخته به روش آب‌پز                               | ۱٫۷           |
| چغندر (Beet)، پخته به روش آب‌پز                            | ۱٫۷           |
| قارچ شیتاکه پخته شده                                      | ۱٫۶           |
| کلم‌برگ چینی (پاک‌چوی)، پخته به روش آب‌پز                    | ۱٫۶           |
| کلم قرمز، پخته به روش آب‌پز                                | ۱٫۵           |
| تره‌فرنگی، خام                                             | ۱٫۵           |
| برگ شلغم (Turnip greens) خام                              | ۱٫۵           |
| کلم‌برگ چینی (پاک‌چوی) خام                                  | ۱٫۵           |
| سیب‌زمینی هندی، پخته به روش آب‌پز یا تنوری                  | ۱٫۵           |
| کلم قرمز خام                                              | ۱٫۴           |
| کاهو برگ سبز (green leaf) خام                             | ۱٫۴           |
| پیاز، پخته به روش آب‌پز                                    | ۱٫۴           |
| کاهو باترهد (butterhead) خام                              | ۱٫۴           |
| سیب‌زمینی شیرین، پخته به روش آب‌پز                          | ۱٫۴           |
| کاهو برگ قرمز (red leaf) خام                              | ۱٫۳           |
| کلم‌پیچ خام                                                | ۱٫۳           |
| کلم‌پیچ، پخته به روش آب‌پز                                  | ۱٫۳           |
| کاهوی رومی خام                                            | ۱٫۲           |
| برگ شلغم، پخته به روش آب‌پز                                | ۱٫۱           |
| کدو سبز، پخته به روش آب‌پز با پوست                         | ۱٫۱           |
| پیاز خام                                                  | ۱٫۱           |
| شلغم زرد خام                                              | ۱٫۱           |
| فلفل دلمه‌ای قرمز، تفت داده شده                            | ۱             |
| فلفل دلمه‌ای قرمز خام                                      | ۱             |
| پیاز زرد تفت داده شده                                     | ۱             |
| گوجه‌فرنگی قرمز پخته                                       | ۱             |
| شلغم زرد، پخته به روش آب‌پز                                | ۰٫۹           |
| هویج خام                                                  | ۰٫۹           |
| فلفل دلمه‌ای سبز، پخته به روش آب‌پز                         | ۰٫۹           |
| ریواس خام                                                 | ۰٫۹           |
| شلغم خام                                                  | ۰٫۹           |
| کاهو آیس‌برگ (icebearg) خام                                | ۰٫۹           |
| گوجه‌فرنگی قرمز خام                                        | ۰٫۹           |
| فلفل دلمه‌ای سبز خام                                       | ۰٫۹           |
| بادنجان، پخته به روش آب‌پز                                 | ۰٫۸           |
| کرفس، پخته به روش آب‌پز                                    | ۰٫۸           |
| تره‌فرنگی، پخته به روش آب‌پز                                | ۰٫۸           |
| فلفل دلمه‌ای سبز، تفت داده شده                             | ۰٫۸           |
| هویج، پخته به روش آب‌پز                                    | ۰٫۸           |
| کدو تنبل، پخته به روش آب‌پز                                | ۰٫۷           |
| شلغم، پخته به روش آب‌پز                                    | ۰٫۷           |
| کرفس خام                                                  | ۰٫۷           |
| تربچه خام                                                 | ۰٫۷           |
| ترب سفید پخته به روش آب‌پز                                 | ۰٫۷           |
| ترب سفید خام                                              | ۰٫۶           |